# Copiii Flintstone
Copiii Flintstone (engleză The Flintstone Kids) este un serial de animație pentru diminețile de sâmbătă și derivat din Familia Flintstone. S-a difuzat din 6 septembrie 1986 până pe 3 septembrie 1988 pe ABC și ca parte a blocului de programe The Funtastic World of Hanna-Barbera.

## Premis
Serialul urmărește aventurile lui Fred, Wilma, Betty și Barney pe când aceștia erau în perioada copilăriei. Ei se distrează cu prietenii lor de la școală, Nate Slate, Philo Quartz, și Dreamchip Gemstone, în timp ce trebuie de asemenea să aibă de a face cu bătăușul Rocky Ratrock și gașca lui.

## Segmente
Acest serial are următoarele părți cu povestea lor specifică:
- Copiii Flintstone (en. The Flintstone Kids): Partea "principală" a serialului. Poate fi fie un episod întreg sau împărțit în două povești.
- Flintstone Funnies: Fred, Wilma, Barney și Betty visează la aventuri fanteziste și uimitoare. Această parte a fost eliminată în al doilea sezon.
- Dilemele lui Dino (en. Dino's Dilemmas): Această parte se învârte în jurul aventurilor lui Dino, animalul de companie al lui Fred.
- Căpitanul Cavernelor și fiul său: Aceasta este de fapt o poveste în ramă unde personajele principale urmăresc la televizor aventurile Căpitanului Cavernelor, care aici este un supererou ce trebuie să salveze orașul Bedrock de diferite răutăți, alături de fiul său Cavey Jr. De asemenea "al patrulea perete" este rupt frecvent.

## Episoade

### Sezonul 1 (1986–87)
1. The Great Freddini
2. Frankenstone/Yard Wars/Freezy Does It
3. Heroes for Hire
4. Indiana Flintstone/Dreamchip's Car Wash/Invasion of the Mommy Snatchers
5. The Bad News Brontos
6. Rubble Without a Cause/Dressed Up Dino/The Ditto Master
7. Dusty Disappears
8. Sugar and Spies/The Vet/I Was a Teenage Grown-Up
9. Poor Little Rich Girl
10. Freddy in the Big House/The Butcher Shoppe/Grime & Punishment
11. The Rock Concert That Rocked Freddy
12. Bedrock P.I.s/Fred's Mechanical Dog/A Tale of Too Silly
13. Curse of the Gemstone Diamond
14. Princess Wilma/The Dino Diet/To Baby or Not to Baby
15. I Think That I Shall Never See Barney Rubble as a Tree/Dino Come Home
16. Monster from the Tar Pits/What Price Fleadom/Hero Today, Gone Tomorrow
17. The Fugitives
18. The Twilight Stone/The Terror Within/Day of the Villains
19. Freddy's Rocky Road to Karate
20. Betty's Big Break/Revenge of the Bullied/Curse of the Reverse
21. Barney's Moving Experience
22. Dino Goes Hollyrock/The Chocolate Chip Catastrophe/Capt. Caveman's First Adventure
23. The Little Visitor/Grandpa for Loan
24. Philo's Invention/Watchdog Blues/Leave It to Mother
25. Freddy's First Crush
26. Bedrock'n Roll/Captain Cavepuppy/Greed It and Weep

### Sezonul 2 (1987–88)
1. The Flintstone Fake Ache/Killer Kitty/Captain Knaveman
2. Better Buddy Blues/Who's Faultin' Who?/Attack of the Fifty Foot Teenage Lizard
3. A Tiny Egg/Little Rubble, Big Trouble
4. Anything You Can Do, I Can Do Betty/Haircutastrophe
5. Camper Scamper/Bone Voyage/The Cream-Pier Strikes Back
6. Rocky's Rocky Road/World War Flea/Captain Caveman's Super Cold
7. Freddy the 13th/A Midnite Pet Peeve/The Big Bedrock Bully Bash
8. Philo's D-feat/The Birthday Shuffle/Captain Cavedog

## Legături externe
- Copiii Flintstone la Internet Movie Database